# Lanzada
Lanzada est une commune italienne de la province de Sondrio, dans la région Lombardie.

## Fêtes, foires
Entre 2002 et 2013, le village accueille le départ de la SkyRace Valmalenco-Valposchiavo.

## Administration
| Période                                  | Période  | Identité      | Étiquette    | Qualité |
| ---------------------------------------- | -------- | ------------- | ------------ | ------- |
| 14 juin 2004                             | En cours | Fabio Sertore | Lista Civica |         |
| Les données manquantes sont à compléter. |          |               |              |         |

### Communes limitrophes
Caspoggio, Chiesa in Valmalenco, Chiuro, Montagna in Valtellina.

### Évolution démographique
Habitants recensés